# Lincoln Center
A Lincoln Center New York legismertebb és legjelentősebb kulturális központja. A Lincoln Square köré kialakított épületegyütteshez tartozó kulturális intézmények közül a legjelentősebbek a Metropolitan Opera, a New York City Opera, a New York-i Filharmonikusok, a New York City Ballet és a Juilliard School. A Wallace K. Harrison által vezetett építészcsoport tervei szerint 1962 és 1968 között Manhattan északnyugati részén (Upper West Side) kiépült épületegyüttes hozzávetőlegesen 61 000 m² területét az Amszterdam sugárút (10. sugárút), a Columbus sugárút (9. sugárút), valamint a nyugati 62. utca és a nyugati 66. utca határolja.

## Története

### Alapítás
Míg a Lincoln Center nevét az épületegyüttes területén lévő Lincoln Square-ről kapta, addig viszont nem teljesen ismert a negyed miért kapta a Lincoln Square nevet az Amerikai Egyesült Államok elnöke tiszteletére. 1906-ban New York város nevezte át a régiót, de a feljegyzések szerint nincs különösebb oka a név kiválasztásának. Feltételezések szerint a név választása inkább a terület eredeti tulajdonosaihoz kapcsolható, mivel 1906-ban New York polgármestere, George B. McClellan, Jr. annak a tábornoknak a fia volt, aki az amerikai polgárháborúban Lincoln riválisa volt.
A Lincoln Square átalakítása Robert Moses 1950 és 1960 között elindított városfejlesztési programja keretén belül John D. Rockefeller III. által alakult konzorcium kezdeményezésére kezdődött el, célja az elkövetkező évtizedekre egy új kulturális központ kialakítása volt. Az 1956. június 22-én bejegyzett konzorcium, a Lincoln Center for the Performing Arts, Inc. elnöke John D. Rockefeller III. lett, az épületek tervezésére neves építészeket kértek fel, s az építkezés megkezdéséhez szükséges 184,5 millió dolláros összeg csaknem felét alapítványok, köztük a Rockefeller Brothers Fund alapítvány biztosította.
A központ első három épülete, a David Geffen Hall, a New York-i Filharmonikusok otthona a korábban Avery Fisher Hall néven ismert David H. Koch Theater (korábban a New York State Theater) és a Metropolitan Opera megnyitója 1962-ben, 1964-ben és 1966-ban volt.

### Építészek
Az épületek tervezésének vezető építészei és a tervező intézetek csak részben sorolhatók fel:
Max Abramovitz, Pietro Belluschi, Gordon Bunshaft, Wallace Harrison, Lee Jablin, Philip Johnson, Eero Saarinen, Davis, Brody and Associates, Billie Tsien, Tod William, Hugh Hardy.

### Felújítás a 21. században
1999-ben történt bejelentés szerint szükségessé vált a campus felújítása, mely 1,5 milliárd dolláros költségen 10 év alatt valósulhat meg és jelentősen átalakítaná a campust. A kiírt építészeti pályázatot az angol építész, Norman Foster nyerte meg.
2006 márciusában a Lincoln Center elkezdte a projektet, ennek során gyalogos átjárókat építettek ki a campus területén belül, felújították a Juilliard School épületén belül lévő Alice Tully Hallt és a Film Society of Lincoln Center épületét bővítették.
Ugyanakkor feltételezték a költségek változását, valamint a New York-i Filharmonikusok az áthelyezésük alatt a közönség számának csökkenésétől is tartott, így a teljes körű felújítást csak 2012-ben hagyták jóvá.

## Lincoln Center for the Performing Arts, Inc.
A Lincoln Center kialakítására létrejött vállalkozás, a Lincoln Center for the Performing Arts, Inc. rövidített neve (LCPA), a Lincoln Centerben levő állandó intézményeknek egyike. Három jelentős feladatot lát el, egyfelől a művészeti programok szervezését, a művészeti és oktatási kommunikációt, valamint a campus fenntartási feladatait. Az egyik legnagyobb előadóművészi programokat nyújtó intézményként évente megközelítőleg 5000 kulturális eseményt szervez, programjaik között van többek között a Lincoln Center Fesztivál, a Mostly Mozart Fesztivál és az Emmy díjjal jutalmazott Live from Lincoln Center.

## Lincoln Center-ben lévő kulturális helyszínek

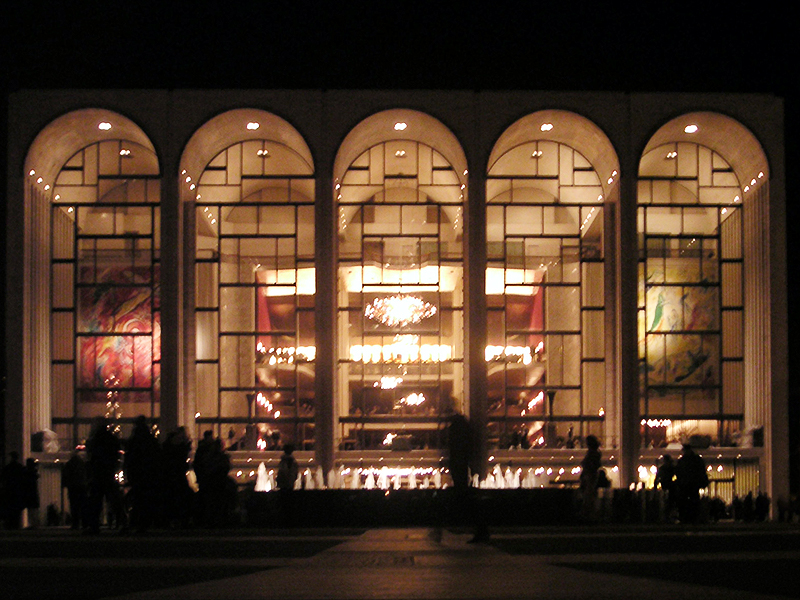
A Metropolitan Opera épülete a Lincoln Centerben

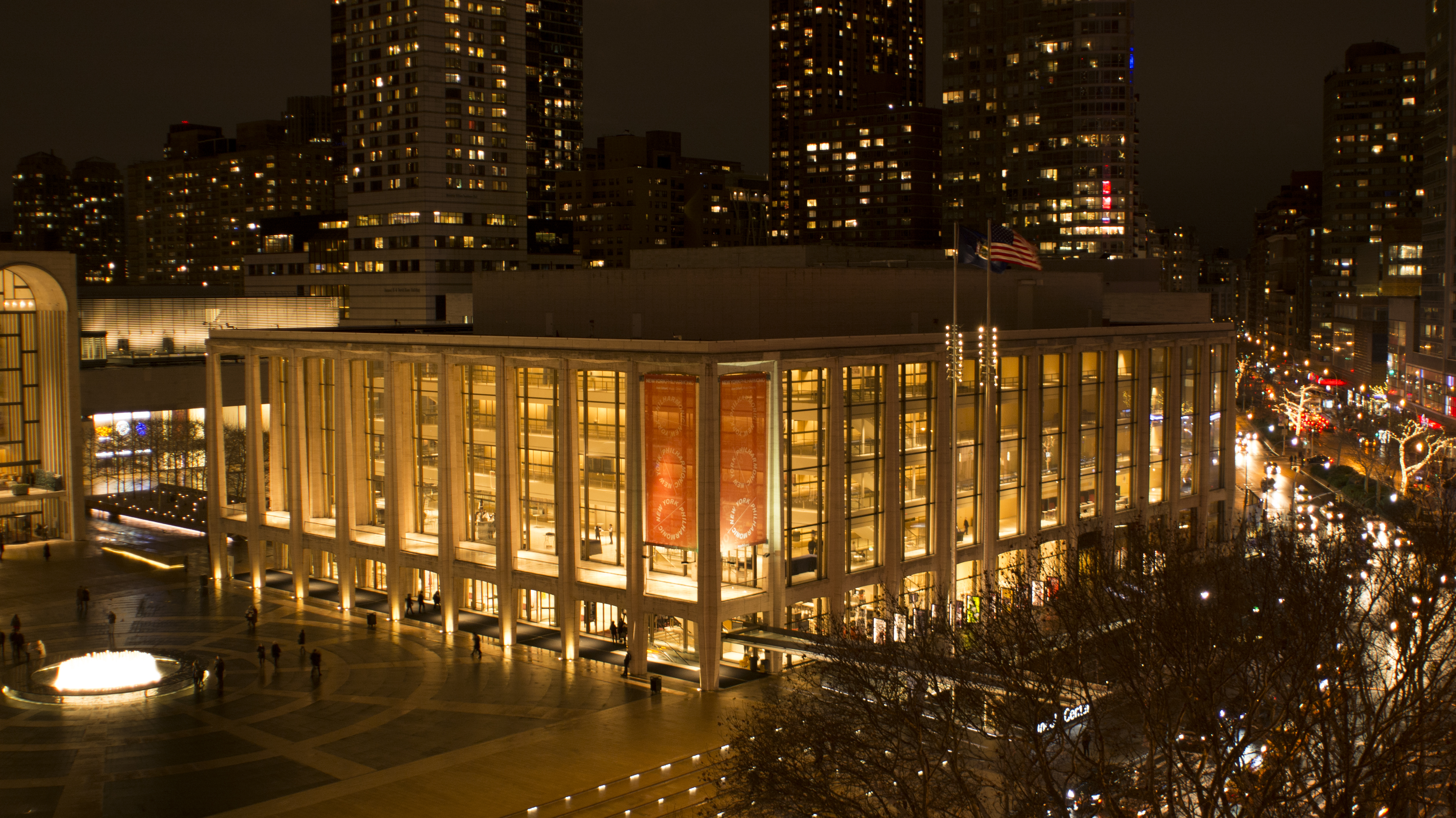
David Geffen Hall, a New York-i Filharmonikusok otthona a Lincoln Center-ben

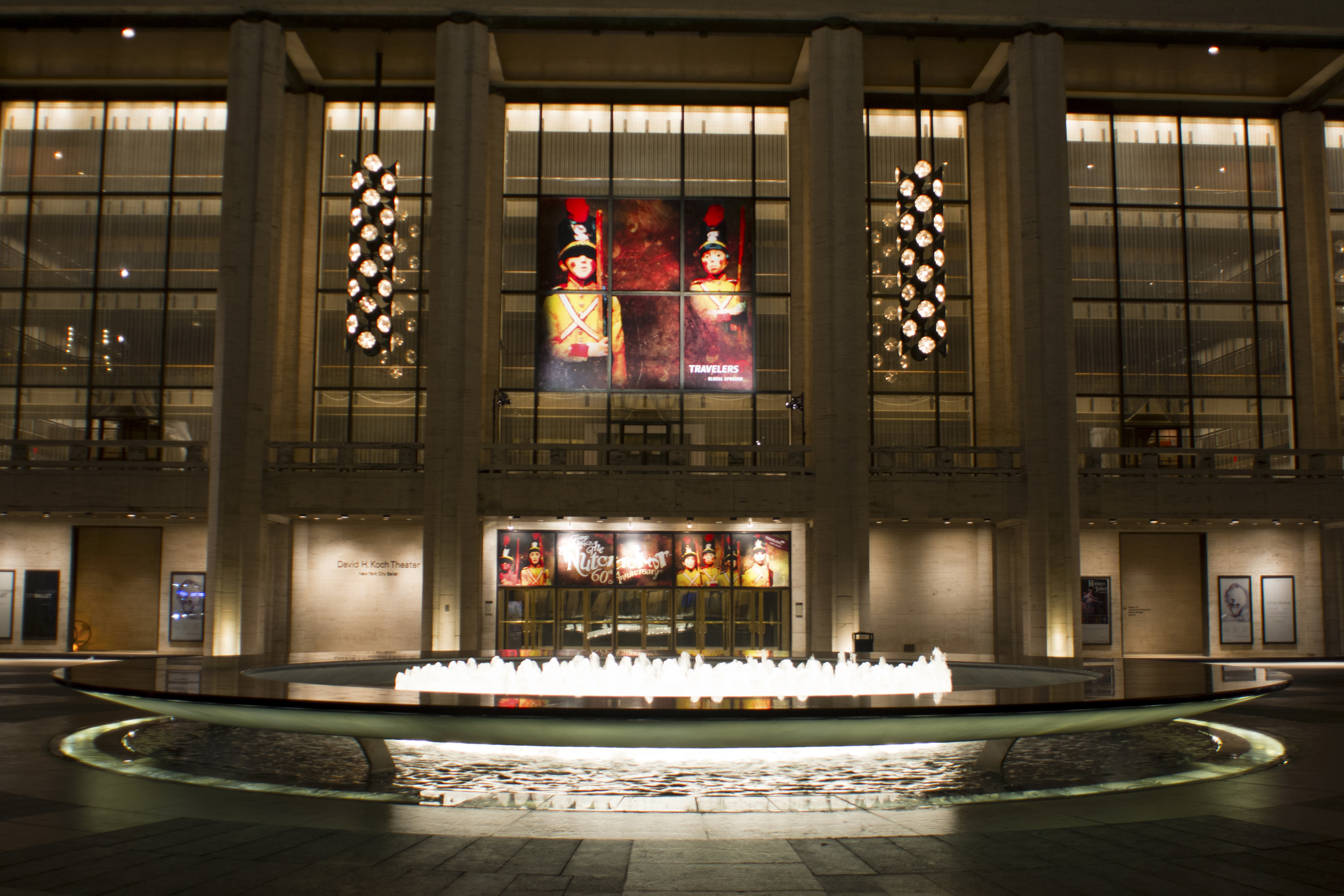
David H. Koch Theater, a New York City Ballet otthona a Lincoln Center-ben

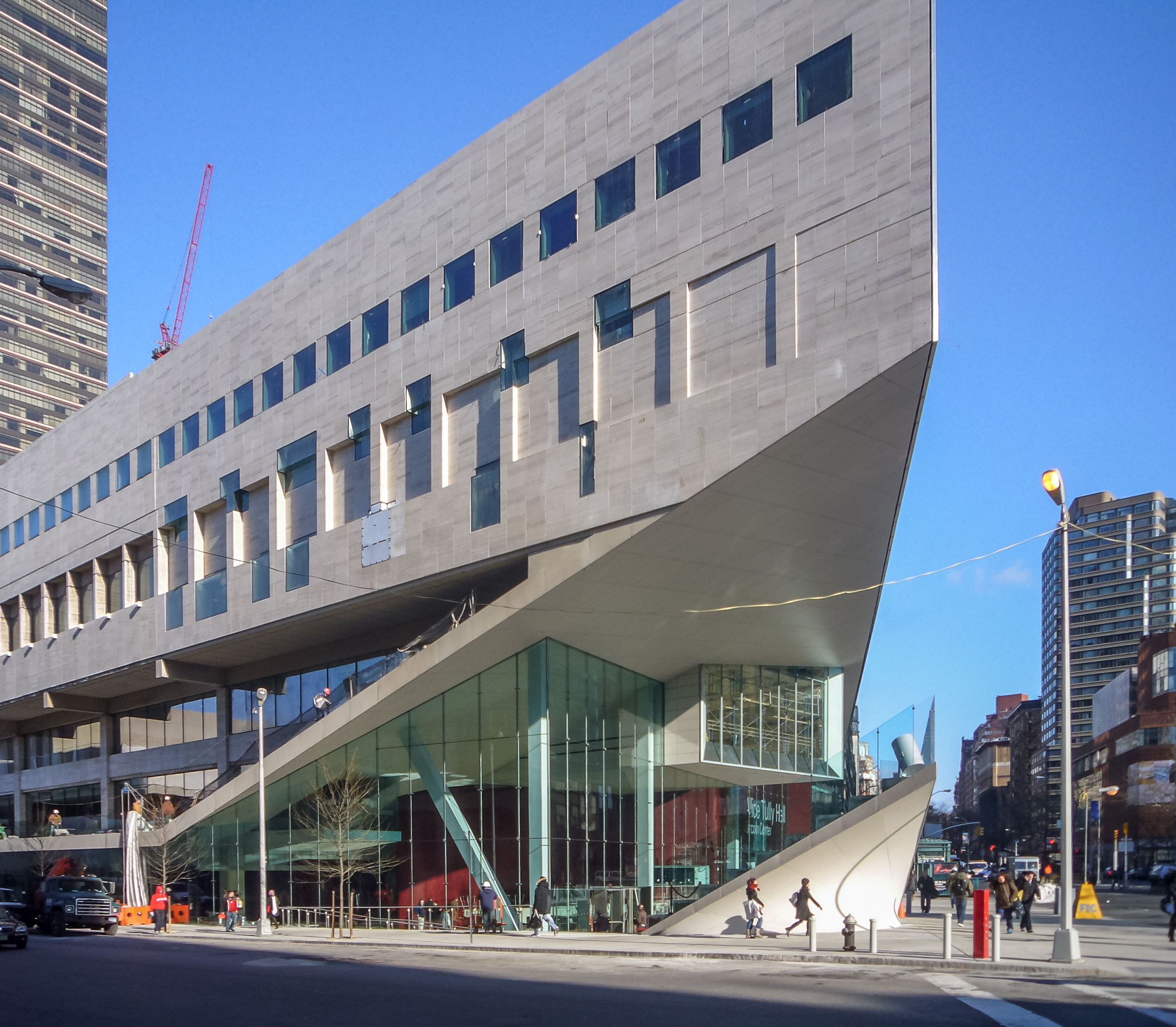
Juilliard School felújított épülete a 65. utca és a Broadway találkozásánál a Lincoln Centerben

- Alice Tully Hall: egy 1095 ülőhellyel rendelkező koncertterem a Juilliard School épületén belül, a The Chamber Music Society of Lincoln Center otthona.
- David Geffen Hall (korábbi nevén a Philharmonic Hall illetve az Avery Fisher Hall): egy 2738 hellyel rendelkező koncertterem, a New York-i Filharmonikusok otthona.
- Metropolitan Opera House: a 3900-as nézőtérrel rendelkező operaház a Metropolitan Opera otthona.
- David H. Koch Theater (korábban a New York State Theater): egy 2586 férőhellyel rendelkező színházi épület, a New York City Ballet otthona, mely korábban a Music Theater of Lincoln Center társulat otthona volt.
- Vivian Beaumont Theater: egy 1080 ülőhellyel rendelkező színházépület, az egyedüli Broadway kategóriájú színház, amely nem a Times Square közelében lévő színházi negyedben áll, az 1985 óta működő színház jelenleg a Lincoln Center Theater otthona, korábban a Repertory Theater of Lincoln Center otthona (1965–1973) és a New York Shakespeare Fesztivál (1973–1977) helyszíne volt.
- Mitzi E. Newhouse Theater (eredetileg Forumként volt ismert): egy 299 férőhellyel rendelkező színházi épület, a nem Broadway kategóriájú produkciók helyszíne.
- Claire Tow Theater: egy 131 férőhellyel rendelkező színház, a Lincoln Center Theater experimentális előadásainak helyszíne.
- A Walter Reade Theater: egy 268 férőhellyel rendelkező moziterem, a Film Society of Lincoln Center által használt terem.
- Elinor Bunin Munroe Film Center: a Francesca Beale Theater, a Howard Gilman Theater és az Amphitheater társulatok otthona.
- Bruno Walter Auditorium, a New York Public Libraryben levő előadóterem.
- A Clark Studio Theater: egy 120 férőhellyel rendelkező táncszínház, a Lincoln Center Education része.
- Damrosch Park: egy szabadtéri színház, az amfiteátrumszerű helyszín a Guggenheim Band Shell-ként is ismert; mely a Lincoln Center szabadtéri produkcióinak helyszíne.
- Josie Robertson Plaza: itt áll a Lincoln Center ikonikus szökőkútja, a teret három fő épület a Metropolitan Opera épülete, a David Geffen Hall, és a David H. Koch Theater veszi körül, a tér egyúttal a Lincoln Center szabadtéri programjainak egyik helyszíne.
- A Juilliard School otthona, egyúttal az épületében található a Morse Recital Hall, Paul Recital Hall, a Juilliard Drama Theater és a Peter Jay Sharp Theater.
- Stanley H. Kaplan Penthouse: egy night club jellegű helyszín, szűk körű koncertek, előadások, jazz koncertek számára alkalmas.

## Lincoln Centerben lévő kulturális intézmények
A Lincoln Center az alábbi kulturális intézmények állandó otthona.
- The Chamber Music Society of Lincoln Center
- Film Society of Lincoln Center, a New York-i Film Fesztivál szponzorálója
- Jazz at Lincoln Center
- Juilliard School
- Lincoln Center for the Performing Arts, Inc.
- Lincoln Center Theater
- Metropolitan Opera
- New York City Ballet
- New York-i Filharmonikusok
- New York Public Library for the Performing Arts,
- School of American Ballet

## Fordítás
Ez a szócikk részben vagy egészben  a   Lincoln Center for the Performing Arts  című angol Wikipédia-szócikk ezen változatának fordításán alapul.  Az eredeti cikk szerkesztőit annak laptörténete sorolja fel. Ez a jelzés csupán a megfogalmazás eredetét és a szerzői jogokat jelzi, nem szolgál a cikkben szereplő információk forrásmegjelöléseként.